# 營業利潤
營業利益（英語：Operating Income、Operating Profit）是營業收入減除營業成本及營業費用後之餘額。其為正數，表示本期營業盈餘之數；其為負數，表示本期營業虧損之數。當一間公司沒有營業外收入與營業外支出，有時營業利潤與息稅前利潤被當作同義詞。

## 計算
（或) = （或) - (顧客折扣 + 退回 + 折讓)
 = （或) - 營業成本（或）
 =  - 營業費用 
息稅前利潤 =  + （即營業外收入 - 營業外支出）
 = 息稅前利潤 - 利息支出 - 稅 =  - 稅 
即：
 =  - 營業成本  - 營業費用 +  - 利息支出 - 稅 